# Princeville (Illinois)
Princeville es una villa ubicada en el condado de Peoria en el estado estadounidense de Illinois. En el Censo de 2010 tenía una población de 1738 habitantes y una densidad poblacional de 404,98 personas por km².

## Geografía
Princeville se encuentra ubicada en las coordenadas 40°56′5″N 89°45′17″O / 40.93472, -89.75472. Según la Oficina del Censo de los Estados Unidos, Princeville tiene una superficie total de 4.29 km², de la cual 4.29 km² corresponden a tierra firme y (0%) 0 km² es agua.

## Demografía
Según el censo de 2010, había 1738 personas residiendo en Princeville. La densidad de población era de 404,98 hab./km². De los 1738 habitantes, Princeville estaba compuesto por el 96.72% blancos, el 0.35% eran afroamericanos, el 0.23% eran amerindios, el 0.29% eran asiáticos, el 0% eran isleños del Pacífico, el 1.21% eran de otras razas y el 1.21% pertenecían a dos o más razas. Del total de la población el 3.22% eran hispanos o latinos de cualquier raza.